# Millettia warneckei
Millettia warneckei é uma espécie vegetal da família Fabaceae.
Pode ser encontrada nos seguintes países: Gana, Guiné, Libéria, Serra Leoa e Togo.
Está ameaçada por perda de habitat.